# هوای پلیور
هوا پلیور "Sweater Weather" یک آهنگ توسط گروه آمریکایی جایگزین پاپ از برند نیبرهود است. این آهنگ توسط نویسندهٔ آتلانتا N. Kobe نوشته شده‌است، از گزیده‌ای از خاطرات خود که در مصاحبه مجله NME افشا شد و همچنین توسط جسی رادرفورد، زاک آبلز و جرمی فریدمن نوشته شده بود و توسط Justyn Pilbrow تولید شده بود. آن را به عنوان سرب یکی از اولین آلبوم استودیوی من، من دوستت دارم (2013). "Sweater Weather" در ماه ژوئن ۲۰۱۳ رتبه اول را در جدول جایگزین‌های بیلبورد جای گرفت و در نشست ماه جاری یازده هفته ناپدید شد.

## سابقه و نوشتن
"آب و هوا جوراب" به روش مشابه با چند آهنگ دیگر آغاز شده‌است. زاک آبلز به رادیو یادآور شد: "یک روز نیک و جسی در من بود و من گیتار را بازی کردم. نیک اجازه داد بخشی از این آهنگ را بخوانم که او در مورد زاچ کار کرده‌است. او گفت: "هی آنقدر سرد است که اجازه دهید آن را ضبط کنم." و این فقط اتفاق افتاده‌است که "آب و هوا جوراب". وقتی که ما آهنگ نوشتن را انجام دادیم، وقتی همه گفته می‌شد و انجام می‌شد، مثل "خوب این خیلی خوب است که ما باید آهنگ‌های خود را ادامه دهیم"
راترفورد اضافه کرد: "من فکر می‌کنم" جوراب شلوار "ممکن است بهترین آهنگ بوده باشد، اما من فکر نمی‌کردم این بهترین آهنگی باشد که ما همیشه می‌توانستیم بنویسیم. نوعی شبیه رکورد پلاتین بود، مثل یک ضربه کوچک روی لب ".

## ویدیو موسیقی
دو ویدیو موسیقی برای «آب نبات» وجود دارد. ویدیوی اصلی در تاریخ ۲۸ مارس ۲۰۱۲ منتشر شد اما بعداً به عنوان فهرست نشده بود. موسیقی فیلم دوم برای «پلوور آب و هوا» زاک Sekuler و دانیل ایگلسیاس، جونیور کارگردانی شد، به ضرب گلوله در سیاه و سفید برای رفتن با خود سیاه و سفید تم، در ۵ مارس ۲۰۱۳ منتشر شد. 
| Chart (2013–2014)                                                    | Peak position |
| -------------------------------------------------------------------- | ------------- |
| بلژیک (اولتراتیپ فلاندرز)                                            | ۸۸            |
| کانادا (۱۰۰ تک‌آهنگ داغ کانادا)                                       | ۶۸            |
| خطا: وارد کردن سال برای جدول اسلواکی الزامی است                      | ۴۲            |
| وارد کردن هنرمند برای جدول تک‌آهنگ‌های بریتانیا بر پایهٔ نام الزامی است | ۴۹            |
| بیلبورد هات ۱۰۰ ایالات متحده                                         | ۱۴            |
| ترانه‌های داغ راک و آلترناتیو ایالات متحده (بیلبورد)                  | ۴             |
| ایرپلی راک ایالات متحده (بیلبورد)                                    | ۳             |
| ایرپلی آلترناتیو ایالات متحده (بیلبورد)                              | ۱             |

| پارت (2013)                      | موقعیت |
| -------------------------------- | ------ |
| US Hot Rock Songs (Billboard)    | ۱۸     |
| US Rock Airplay (Billboard)      | ۴      |
| US Alternative Songs (Billboard) | ۳      |

| چارت (2014)                   | موقعیت |
| ----------------------------- | ------ |
| US Billboard Hot 100          | ۷۵     |
| US Hot Rock Songs (Billboard) | ۱۱     |
| US Adult Top 40 (Billboard)   | ۴۸     |

## گواهینامه‌ها
| منطقه                                                                                                 | صدور گواهینامه | واحد گواهی شده / فروش |
| --- | -------------- | --------------------- |
| بریتانیا (صنعت ضبط صدای بریتانیا)                                                                     | نقره           | ۲۰۰،000 ^             |
| ایالات متحده (انجمن صنعت ضبط موسیقی ایالات متحده آمریکا)                                              | ۲ × پلاتین     | ۲٬۰۰۰،000 ^           |
| * ارقام فروش بر اساس گواهی به تنهایی {{سخ}} ^ ارقام حمل و نقل بر اساس صدور گواهینامه به تنهایی {{سخ}} |                |                       |